# Каноникольский завод
Каноникольский (Кананикольский, Кано-Никольский) медеплави́льный заво́д — металлургический завод, действовавший в Орском уезде на реке Кане с 1753 до 1851 года. Один из старейших медеплавильных заводов Южного Урала, давший начало селу Кананикольское.

## История
| Год  | Выплавка | Год  | Выплавка |
| ---- | -------- | ---- | -------- |
| 1753 | 2465     | 1820 | 1785     |
| 1755 | 575      | 1825 | 1417     |
| 1760 | 1174     | 1830 | 4364     |
| 1765 | 10 800   | 1835 | 1916     |
| 1770 | 5920     | 1840 | 1808     |
| 1771 | 10 200   | 1845 | 2982     |
| 1780 | 1430     | 1850 | 10 503   |
| 1785 | 4320     | 1855 | 9786     |
| 1790 | 2716     | 1859 | 5790     |
| 1795 | 2251     | 1860 | 4499     |
| 1797 | 407      | 1862 | 992      |
| 1800 | 1265     | 1863 | 1427     |
| 1805 | 603      | 1864 | 2416     |
| 1810 | 526      | 1866 | 1520     |
| 1815 | 593      | 1868 | 261      |

### XVIII век
Завод был основан тульскими купцами Мосоловыми — Максимом и Иваном Перфильевичами и их племянниками — Иваном и Григорием Алексеевичами на реке Кане, в 140 верстах к юго-востоку от Стерлитамака, в 220 верстах к северо-востоку от Оренбурга. Земля под строительство была арендована у башкир Бурзянской волости Ногайской дороги.
9 января 1751 года Мосоловы подписали в Оренбургской губернской канцелярии контракт на строительство медеплавильного завода на реке Кане. Строительство началось в том же году. Завод в составе двух шахтных медеплавильных печей был запущен весной 1753 года. Первая плавка состоялась 5 марта, к концу года завод выплавил 2465 пудов меди. Заводская плотина имела длину 128 м, ширину — 21,3 м.
В том же 1753 году между Мосоловыми начались долговременные тяжбы, сопровождавшие раздел имущества. Это негативно сказалось на работе завода, испытывавшего дефицит финансирования. В отдельные годы объёмы производства меди снижалась до 400—575 пудов. Окончательный раздел собственности состоялся только 17 марта 1760 года, после чего Каноникольский завод перешёл во владение Ивана и Григория Мосоловых. Вскоре единоличным владельцем завод стал Иван Алексеевич Мосолов. Он выкупил заводскую дачу у башкир, а осенью 1768 года расширил её до 113 000 десятин, купив у башкир Сугун-Кипчакской, Кара-Кипчакской и Усерганской волостей юго-западнее своих владений ещё один земельный участок.
В течение XVIII века руда с содержанием меди в 2,5 % добывалась на расстоянии 50 вёрст от завода, что обеспечивало высокую рентабельность производства. Также эксплуатировались относительно удалённые Троицкий и Каргалы-Никольский рудники. После истощения близлежащих рудников завод полностью перешёл на эксплуатацию Каргалинского месторождения, расстояния до рудников которого составляли от 200 до 400 вёрст, что увеличило себестоимость выплавки меди. Огнеупорный камень для заводских печей добывали в 40—45 верстах от завода по течению Сакмары, флюсовый известняк — в 40 верстах, около деревни Бикбулатово.
В 1760 году И. А. Мосолов перевёл на завод 200 купленных крестьян и построил 4 новые печи, доведя их количество до 6. В этот период на заводе также действовали шплейзофен, гармахерский и штыковой горны и вспомогательные мастерские. В январе 1761 года была построена и запущена листовая фабрика с 2 молотами. Около четверти продаваемой меди реализовывалось в Оренбурге и на Авзянопетровских заводах. В 1750 году штат завода состоял из 314 мастеровых и работных людей, на вспомогательные работы привлекались до 800 вольнонаёмных людей.
В начале октября 1773 года с началом Крестьянской войны завод был остановлен. 5 июня 1774 года, после нескольких попыток взять завод штурмом, он был разрушен башкирами, около 200 жителей заводского посёлка были угнаны восставшими, часть крестьян присоединилась к отряду М. Г. Шигаева. И. А. Мосолов требовал от казны на восстановление фабрик и плотины 110 тыс. рублей, но получил только 30 тыс. рублей. Завод восстановил работу 14 января 1777 года, когда были запущены 3 шахтные печи. Позднее было восстановлено остальное оборудование, были построены две печи для переплавки медноватого чугуна. Длительная остановка не прошла бесследно, и завод не смог нарастить производительность до прежних уровней. К концу XVIII века среднегодовой объём производства меди составлял лишь 118 пудов.
В 1797 году на заводе функционировали 6 плавильных печей, 4 шплейзофена, 2 гармахерских горна. За заводом были закреплены 486 крепостных мастеровых и работных людей, в том числе 95 занятых на заводских работах и 91 на вспомогательных. Приписных крестьян при заводе не было.
К концу XVIII века заводская дача насчитывала 114 500 десятин, в том числе около половины под лесом. За заводом числилось 216 рудников, позднее их число возросло до 700. Руда в этот период добывалась на 22 рудниках, находящихся в Орском и Верхнеуральском уездах на расстоянии 150—200 вёрст от завода. Содержание меди в добываемой руде составляло 2,65—2,75 %. В заводском посёлке находилось 456 дворов с 3870 жителями.

### XIX век
В начале XIX века из-за общего экономического кризиса и падения цен на медь Каноникольский завод начал снижать объёмы производства. 8 января 1812 года завод был остановлен, а заводские рабочие распущены. В 1814 году Мосоловы нашли средства и возобновили производство меди. По состоянию на 1817 год 3 из 6 печей были разрушены, другие три были действующими, но находились в неудовлетворительном обветшалом состоянии.
В первые десятилетия XIX века завод несколько раз передавался в казённую опеку. В 1846 году дочь И. А. Мосолова — Е. И. Шешукова, вдова сенатора Н. И. Шешукова, выкупила завод с публичных торгов, но фактическим руководителем и хозяином завода стал её сын от первого брака камер-юнкер, коллежский советник А. П. Загряжский. Новому владельцу удалось повысить производительность завода, парк оборудования пополнился вагранкой для чугунного литья. В этот период положение заводских рабочих заметно ухудшилось, начались волнения и частые бегства с рудников. В результате в конце 1850 года завод вновь был взят под казённую опеку.
В 1855 году завод выплавил 9705 пудов меди. В 1859—1861 годы среднегодовая производительность составляла 5307 пудов меди.
После отмены крепостного права в 1861 году в условиях общего кризиса горнозаводской промышленности производство меди на заводе стало нерентабельным. В 1869 году завод был остановлен, а в 1871 году закрыт окончательно. В 1875 году Канониколький завод был продан вместе с землёй как лесопромышленные угодья.
За 117 лет своего существования завод произвёл 5717 т меди. Среднегодовая производительность завода составляла 2,9 тыс. пудов меди; максимальный объём производства был зафиксирован в 1765 году и составил 10,8 тыс. пудов меди. Ныне на месте заводского посёлка находится село Кананикольское.